# Choema
Choema (Bulgaars: Хума) is een dorp in het noordoosten van Bulgarije, gelegen in de gemeente Samoeil in oblast Razgrad. Het dorp ligt hemelsbreed ongeveer 18 km ten oosten van de stad Razgrad en 289 km ten noordoosten van de hoofdstad Sofia. 

## Bevolking
Het dorp telde in december 2019 224 inwoners, een daling vergeleken met het maximum van 876 personen in 1956. In 2011 werden er 14 kinderen onder de 15 jaar geteld (6%), terwijl er 65-plussers werden geregistreerd (24,5%). 
|  |

Van de 241 inwoners reageerden er 240 op de optionele volkstelling van 2011. Van deze 240 respondenten identificeerden 239 personen zichzelf als Bulgaarse Turken (99,6%), gevolgd door 1 ondefinieerbare respondent (0,4%).
| Etnische samenstelling van de respondenten (2011) | Etnische samenstelling van de respondenten (2011) | Etnische samenstelling van de respondenten (2011) | Etnische samenstelling van de respondenten (2011) | Etnische samenstelling van de respondenten (2011) |
| ------------------------------------------------- | ------------------------------------------------- | ------------------------------------------------- | ------------------------------------------------- | ------------------------------------------------- |
|                                                   |                                                   |                                                   |                                                   |                                                   |
| Bulgaren                                          | Bulgaren                                          |                                                   | 0,0%                                              | 0,0%                                              |
| Turken                                            | Turken                                            |                                                   | 99,6%                                             | 99,6%                                             |
| Roma                                              | Roma                                              |                                                   | 0,0%                                              | 0,0%                                              |
| Anders/Onbekend                                   | Anders/Onbekend                                   |                                                   | 0,4%                                              | 0,4%                                              |

Bogdantsi · Bogomiltsi · Choema · Charsovo · Goljam Izvor · Goljama Voda · Kara Michal · Krivitsa · Nozjarovo · Ptsjelina · Samoeil · Vladimirovtsi · Zdravets · Zjeljazkovets